# باکسفورد (حوزه سرشماری)، ماساچوست
باکسفورد (به انگلیسی: Boxford) یک منطقهٔ مسکونی در ایالات متحده آمریکا است که در شهرستان اسکس، ماساچوست واقع شده‌است. باکسفورد ۱۴٫۲ کیلومتر مربع مساحت و ۲٬۳۳۹ نفر جمعیت دارد و ۳۱ متر بالاتر از سطح دریا واقع شده‌است.